# Úpatní tunel Furka

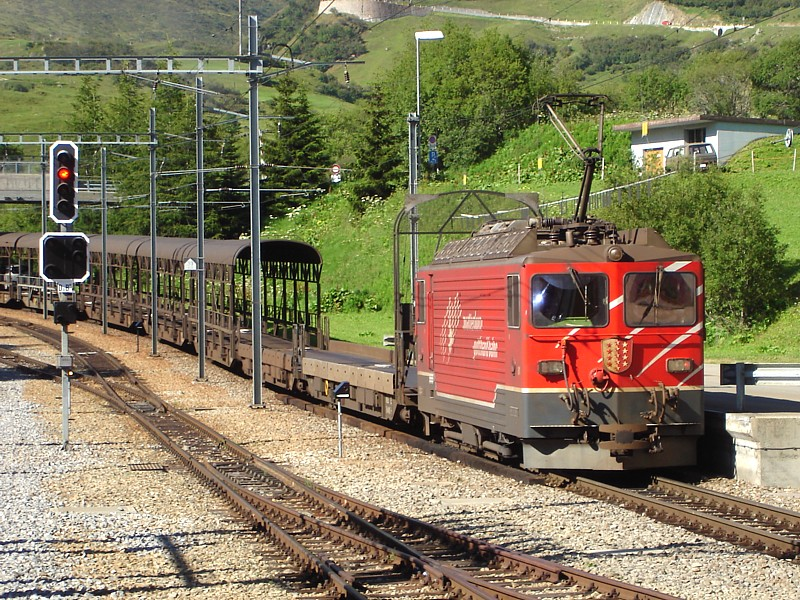
Souprava pro převoz automobilů tunelem Furka ve stanici Realp

Úpatní tunel Furka (Furka-Basistunnel) je 15,35 km dlouhý železniční tunel ve švýcarských Alpách. Spojuje Oberwald (1368 m n. m.) v kantonu Wallis s městečkem Realp (1538 m n. m.) v kantonu Uri. Tento úpatní tunel nahradil původní železniční trať Furka-Bergstrecke, jejímž nejvyšším bodem je stanice Furka (2160 m n. m.). Původní trať přes sedlo Furka byla později znovu zprovozněna jako turistická atrakce Dampfbahn Furka-Bergstrecke.
Tunel umožňuje provozovateli Matterhorn Gotthard Bahn celoroční provoz na celé trati z Brigu do Disentis. To nebylo na původní trati možné. Vzhledem k vysokohorskému terénu byl úsek Oberwald–Gletsch–Realp v zimních měsících zcela nesjízdný. Z důvodů lavin bylo na zimní měsíce demontováno trakční vedení a některé z mostů. Před sezónním provozem byla za nemalých časových a finančních nákladů tato zařízení znovu osazena.
Zprovoznění tunelu v červnu 1982 umožnilo celoroční zavedení pěti párů vlaku Glacier Express. Kromě toho jezdí v hodinovém taktu regionální vlaky. Od 6:00 do 22:30 jezdí mezi stanicemi Oberwald a Realp plošinové nákladní vozy, které zajišťují převoz aut. Společně s transportem aut (v zimních měsících) mezi stanicemi Sedrun a Andermatt tak tunel umožňuje celoroční transalpské spojení silniční dopravou ve směru východ–západ. V zimních měsících jsou totiž uzavřeny silnice přes sedla Oberalppass a Furka, což dříve znamenalo, že jižní část Švýcarska byla odříznuta od středu země a okolního světa.
Celý systém úzkorozchodných drah na jihu Švýcarska má pro místní kantony obrovský hospodářský význam.